# ثورة بقاء الطفل
كانت ثورة بقاء الطفل (وتُدعى أيضًا ثورة بقاء وتنمية الطفل) عملية بدأتها منظمة الأمم المتحدة للطفل (اليونيسف) (ولكن انضم إليها آخرون) لتقليل معدل وفيات الأطفال في العالم النامي. واستمرت تلك العملية من عام 1982 حتى التسعينات، مما يتزامن بشكل عام مع تولي جيمس بي جرانت منصب المدير التنفيذي لمنظمة الأمم المتحدة للطفل (1980-1995). ولقد اشتملت ثورة بقاء الطفل على العديد من البرامج والمؤتمرات من ضمنها مؤتمر القمة العالمية للطفولة في عام 1990.
كان الهدف من العملية تقليل معدل وفيات الأطفال كوسيلة للتنمية مباشرةً بدلًا من معاملة معدل الوفيات كمقياس للتنمية.
على الرغم من أن منظمة الأمم المتحدة للطفل (اليونيسيف) هي من بدأت تلك الثورة إلا أن هناك مؤسسات أخرى انضمت إليها مثل مؤسسة روكفيلر، وبرنامج الأمم المتحدة الإنمائي، والبنك الدولي، ومنظمة الصحة العالمية؛ لذلك يُطلق في بعض الأحيان على تلك الثورة اسم التحالف الكبير من أجل الأطفال. تلك الثورة كانت مشابهة للثورة الخضراء التي أطلقها جيمس جرانت.

## الجدول الزمني
| تم إنشاء إعلان ألما-آتا. الإعلان يروج أن الصحة حق من حقوق الإنسان ويدعم الرعاية الصحية الأولية. | 1978 |
| قدما والش ووارين الرعاية الصحية الأولية الانتقائية كمجموعة فرعية من الرعاية الصحية الأولية مما يهدف إلى جعلها أقرب منالا. الرعاية الصحية الأولية الانتقائية هي أساس وثورة بقاء الطفل. البرنامج (GOBI-FFF) يشمل مراقبة النمو، معالجة الجفاف عن طريق الفم، الرضاعة، التطعيم، تعليم المرأة، المباعدة ما بين الولادات، والمكملات الغذائية. | 1979 |
| أطلق جيمس بي جرانت ثورة بقاء الطفل من خلال منظمة الأمم المتحدة مع نشر تقرير حالة أطفال العالم (1982-1983). | 1982 |
| بدء تشجيع سياسة التكيُّف مع الطابع الإنساني (التكيُّف الهيكلي بدون التضحية بتغذية الأطفال). | 1985 |
| أنهى مدرسون المدارس التركية عطلاتهم مبكرًا بثلاثة أسابيع ليتمكنوا من المساعدة في إعطاء التطعيمات خلال الحملة الوطنية؛ وكنتيجة لذلك ارتفعت نسبة التطعيم من أقل من 20% إلى 84%. | 1985 |
| افتتاح باب التوقيع على اتفاقية حقوق الطفل. تحدد الاتفاقية الحقوق المدنية والسياسية والاقتصادية والاجتماعية والصحية والثقافية للأطفال. | 1989 |
| إقامة القمة العالمية للطفولة. لقد اجتمع في المؤتمر أكبر عدد من رؤساء الدول والحكومات ليتعهدوا بمجموعة من الأهداف التي تساعد على تحسين رفاهية الأطفال في كل أنحاء العالم بحلول عام 2000. إنها المرة الأولى التي يقوم فيها مؤتمر الأمم المتحدة بوضع جدول أعمال واسع النطاق للعديد من الأهداف في الصحة والتعليم والتغذية وحقوق الإنسان.   | 1990 |
| استقالة جيمس بي جرانت من منصب المدير التنفيذي لمنظمة الأمم المتحدة للطفل ووفاته بعدها بأيام قليلة. | 1995 |
| تفقد الثورة الكثير من قوتها الدافعة. | 2007 |

## النتائج وردود الأفعال
كان رد الفعل الأولي لإعلان جرانت ثورة بقاء الطفل سلبي بشكل كبير وذلك بسبب العديد من الأسباب، من ضمنها الأسباب العملية مثل عدم وجود المال والبنية الأساسية التي تدعم خطط جرانت.
إنه من المقدر ارتفاع نسبة تطعيم الأطفال في كل أنحاء العالم من 20% في عام 1982 إلى 80% في عام 1990 بسبب ثورة بقاء الطفل.
في عام 1990، لاحظ دونالد إينسلي هندرسون أنه على الرغم من التقدم الهائل بسبب ثورة بقاء الطفل إلا أنه هناك قلة تقدير للنتائج.
لقد تم تقدير أن ثورة بقاء الطفل قد أنقذت حياة 25 مليون طفلًا.

## مناطق التركيز
من الممكن إرجاع نشأة ثورة بقاء الطفل إلى عام 1973، عندما قام جيمس جرانت بإلقاء محاضرته السنوية بكلية الصحة العامة بجامعة جونز هوبكينز. عندما قام جرانت بمراجعة نتائج أبحاث البروفيسور كارل إيرنست تايلور؛ أدرك كيف أن المجموعة المجمعة من بحث تايلور في قرية نارانجوال بالهند (الالتهاب الرئوي في الأطفال، علاج الجفاف عن طريق الفم، الكزاز في حديثي الولادة، تنظيم النسل) تعمل كنشاطٍ موازٍ للثورة الخضراء قائلًا «الآن يمكننا التحدث عن ثورة بقاء الطفل».
لقد تولى جرانت سابقًا منصب نائب مدير الوكالة الأمريكية للتنمية الدولية مما جعله مؤيدًا مبكرًا وقويًا للثورة الخضراء، وهذا المجهود العالمي ساعد بصورة كبيرة في زيادة الإمدادات الغذائية العالمية وذلك من خلال الابتكارات الزراعية (أنواع جديدة من البذور، الأسمدة، الري، مبيدات الحشرات، استخدام الآلات). ولقد أدرك جرانت أن التعاون الذي نتج من مجموعة التداخلات هو ما سمح ببقاء الأطفال.
للمزيد من ثورة بقاء الطفل، لقد قام جرانت ومنظمة الأمم المتحدة للطفل بتبني إستراتيجية والتي يُطلق عليها GOBI-FFF ، وهي نموذج من الرعاية الصحية الأساسية الانتقائية.
تلك الاستراتيجية عبارة عن:
G يرمز لمراقبة التغذية للكشف عن وجود سوء تغذية في الأطفال صغيري الحجم.
O يرمز لعلاج الجفاف عن طريق الفم وذلك لمعالجة إسهال الأطفال.
B يرمز لتشجيع الرضاعة الطبيعية (والتي تراجعت بصورة حادة بسبب الأمهات العاملات وترويج غذاء الأطفال).
I يرمز للتطعيم ضد الأمراض الست الأساسية اللاتي تصيب الأطفال وتلك الأمراض هي السل، شلل الأطفال، الخُناق أو الدفتيريا، الكزاز، السعال الديكي، والحصبة)
FF يرمزان للمكملات الغذائية وتنظيم الأسرة ثم مؤخرًا أضافوا ثم قاموا بإضافة F ليرمز لتعليم المرأة.
لقد وُجد من هذه الاستراتيجية أن التطعيم ومعالجة الجفاف عن طريق الفم هما المحركان المتلازمان في ثورة بقاء الطفل.
ولقد تم التركيز على تناول فيتامين أ أيضًا، وذلك بعد أن تم نشر دراسات ألفريد سومير وآخرين وقد تم ذلك بعد عام 1986.

## المنظمات المشاركة
- مؤسسة روكفيلر.[3]
- برنامج الأمم المتحدة الإنمائي.
- البنك الدولي.
- منظمة الصحة العالمية.
- الروتاري الدولي تعهدت بزيادة 120 مليون دولار.[10]

## استخدام وسائل الإعلام
لقد قامت منظمة الأمم المتحدة للطفل بالاستفادة من تقدم مراحل التعليم الأساسية وإمكانية الوصول للتلفاز والراديو في إقناع الأشخاص بدعم ثورة بقاء الطفل.
لقد قام جيمس جرانت أيضًا بإقناع العديد من رؤساء الدول للاشتراك شخصيًا في البرامج الوطنية للأطفال، على سبيل المثال: بأن يتم التقاط الصور لهم خلال حملة التطعيم وهم يعطون مصل شلل الأطفال لطفل رضيع. ولقد شارك أيضًا في برنامج سفراء اليونيسيف للنوايا الحسنة العديد من الممثلين والرياضيين المشهورين مثل أودري هيبورن، ليف أولمان، وبيتر أوستينوف.

## اقرأ أيضًا
مالتوسية